# Matice

Matice typu : obsahuje vodorovných řádků a svislých sloupců. Prvky matice se značí proměnnou se dvěma dolními indexy. Například představuje prvek na druhém řádku a v prvním sloupci matice.

Matice je v matematice obdélníkové či čtvercové schéma čísel nebo nějakých matematických objektů – prvků matice (též elementů matice).
Nejsou-li uvedeny další podrobnosti, reprezentují matice lineární zobrazení a umožňují provádět výpočty v lineární algebře. Proto je studium matic podstatnou částí lineární algebry. Většinu vlastností a operací abstraktní lineární algebry lze vyjádřit pomocí matic. Například maticový součin odpovídá skládání lineárních zobrazení.
Část matematiky, která využívá matice, je označována jako maticový počet.
Ne všechny matice souvisí s lineární algebrou, například matice incidence a matice sousednosti v teorii grafů. Tento článek se zaměřuje na matice související s lineární algebrou, a pokud není uvedeno jinak, všechny matice představují lineární zobrazení nebo je za takové lze považovat.
Čtvercové matice, matice se stejným počtem řádků a sloupců, hrají podstatnou roli v teorii matic. Čtvercové matice dané dimenze tvoří nekomutativní okruh, což je jeden z nejběžnějších příkladů nekomutativního okruhu. Determinant čtvercové matice je číslo spojené s maticí, které je zásadní pro studium čtvercových matic; například čtvercová matice je regulární, právě když má nenulový determinant. Vlastní čísla čtvercové matice jsou kořeny charakteristického polynomu, který je definován pomocí determinantu.
V geometrii jsou matice používány pro popis a reprezentaci geometrických transformací (například rotací) a změn souřadnic . V numerické analýze je mnoho výpočetních problémů redukováno na maticový výpočet, což často vyžaduje výpočet na počítači s maticemi velkých rozměrů. Matice se používají ve většině oblastí matematiky a ve většině vědeckých oborů, a to buď přímo, nebo prostřednictvím jejich použití v geometrii a numerické analýze.
Matice se často využívají pro vyjádření obecné rotace vektorů, transformace vektorů od jedné báze k bázi jiné, k řešení soustav lineárních rovnic, či k vyjádření operátorů v kvantové mechanice. Schopnost matic vyjadřovat vztahy mezi vektory se využívá v materiálovém inženýrství při studiu anizotropních materiálů.

## Definice
Matice je obdélníkové schéma čísel (nebo jiných matematických objektů), nazývané prvky matice. Nejčastěji je matice vybudována nad nějakým algebraickým tělesem {\displaystyle K}. Reálné a případně komplexní matice jsou matice, jejichž položky jsou reálná nebo komplexní čísla. Ukázkou reálné matice je:
{\displaystyle {\boldsymbol {A}}=\left({\begin{array}{rr}-1,3&0,6\\20,4&5,5\\9,7&-6,2\end{array}}\right).}
Čísla, symboly nebo výrazy v matici se nazývají její prvky. Vodorovné a svislé posloupnosti prvků matice se nazývají řádky a sloupce.

### Rozměr
Rozměr matice je definován počtem řádků a sloupců, které obsahuje. Neexistuje žádné omezení počtu řádků a sloupců, které může matice (v obvyklém smyslu) mít, pokud se jedná o kladná celá čísla. Obsahuje-li matice {\displaystyle m} řádků a {\displaystyle n} sloupců, hovoříme pak o matici typu {\displaystyle m\times n}, zatímco {\displaystyle m} a {\displaystyle n} se nazývají její rozměry. Například matice {\displaystyle {\boldsymbol {A}}} výše je matice typu {\displaystyle 3\times 2}.
Matice typu {\displaystyle 1\times n} je tvořena jedním řádkem a bývá nazývána řádkový vektor případně řádková matice. Matice s jedním sloupcem se nazývá (sloupcový) vektor, případně sloupcová matice.
Je-li {\displaystyle n=m}, pak matici označujeme jako čtvercovou matici {\displaystyle n}-tého řádu (stupně). Pro {\displaystyle n\neq m} bývá matice označována jako obdélníková.
Jsou-li {\displaystyle m} i {\displaystyle n} konečná čísla, označujeme matici jako konečnou. Matice s nekonečným počtem řádků nebo sloupců (nebo obojí) se nazývá nekonečná matice. V některých kontextech je užitečné dodefinovat i matici bez řádků nebo sloupců, nazývanou prázdná matice.

## Značení
Maticová notace se značně liší. Matice jsou běžně psány v oblých či hranatých závorkách, takže matici {\displaystyle {\boldsymbol {A}}} typu {\displaystyle m\times n} lze zapsat
{\displaystyle {\boldsymbol {A}}={\begin{pmatrix}a_{11}&a_{12}&\cdots &a_{1n}\\a_{21}&a_{22}&\cdots &a_{2n}\\\vdots &\vdots &\ddots &\vdots \\a_{m1}&a_{m2}&\cdots &a_{mn}\end{pmatrix}}={\begin{bmatrix}a_{11}&a_{12}&\cdots &a_{1n}\\a_{21}&a_{22}&\cdots &a_{2n}\\\vdots &\vdots &\ddots &\vdots \\a_{m1}&a_{m2}&\cdots &a_{mn}\end{bmatrix}}={\begin{pmatrix}{a^{1}}_{1}&{a^{1}}_{2}&\dots &{a^{1}}_{n}\\{a^{2}}_{1}&{a^{2}}_{2}&\dots &{a^{2}}_{n}\\\vdots &\vdots &\ddots &\vdots \\{a^{m}}_{1}&{a^{m}}_{2}&\dots &{a^{m}}_{n}\end{pmatrix}}.}
Matice jsou v učebnicích a technické matematice zpravidla značeny velkými tučnými písmeny{\displaystyle {\boldsymbol {A}}} , {\displaystyle \mathbf {A} } apod. Ve vyšší matematice a odborné matematické literatuře se od zvýrazňování zpravidla upouští a matice se značí tence, např. {\displaystyle A} nebo {\displaystyle {\mathsf {A}}}.
Jsou-li rozměry matice zřejmé, je možné použít jednoduchého zápisu
{\displaystyle {\boldsymbol {A}}=(a_{i,j})}.
Potřebujeme-li zdůraznit počet řádků a sloupců, lze také použít zápis
{\displaystyle {\boldsymbol {A}}={(a_{i,j})}_{m,n}} nebo {\displaystyle {\boldsymbol {A}}=(a_{i,j})\in \mathbb {R} ^{m\times n}.}
Prvky matice jsou označeny indexy udávajícími řádek a sloupec, v nichž se prvek nalézá.
Prvek v {\displaystyle i}-tém řádku a {\displaystyle j}-tém sloupci matice {\displaystyle {\boldsymbol {A}}} se obvykle značí {\displaystyle a_{ij}}, případně {\displaystyle ({\boldsymbol {A}})_{ij}}.
Druhá notace se používá, zejména je-li matice popsána složitějším výrazem, např. pomocí maticových operací.
Nyní {\displaystyle i}-tý řádek matice obsahuje vodorovnou {\displaystyle n}-tici prvků {\displaystyle (a_{i1},a_{i2},...,a_{in})\,}, kde {\displaystyle i=1,2,...,m} a {\displaystyle j}-tý sloupec matice obsahuje svislou {\displaystyle m}-tici čísel {\displaystyle (a_{1j},a_{2j},...,a_{mj})\,}, kde {\displaystyle j=1,2,...,n}.
Např. {\displaystyle a_{53}} leží v pátém řádku a třetím sloupci. Indexy se píší buďto oba dole jako {\displaystyle a_{53}}, nebo první nahoře a druhý dole jako {\displaystyle {a^{5}}_{3}}, což má význam, jakmile je potřeba rozlišovat kovariantní a kontravariantní indexy, zejména operujeme-li s maticemi jako s tenzory.
Tvoří-li indexy více než dva symboly, je třeba je oddělit čárkou, např. {\displaystyle a_{1,11}} nebo {\displaystyle a_{i,jk}}.

### Ukázka
Matice
{\displaystyle {\begin{pmatrix}1&2&3\\1&2&\color {red}7\\4&9&2\\6&1&5\end{pmatrix}}}
je obdélníková matice typu {\displaystyle 4\times 3}. Prvek matice {\displaystyle a_{23}} nebo {\displaystyle {a^{2}}_{3}} je 7.
Pokud jsou všechny prvky matice nulové, tzn. {\displaystyle a_{ij}=0} pro všechna {\displaystyle i,j}, označujeme matici jako nulovou.

## Operace s maticemi

### Součet, skalární násobek a transpozice

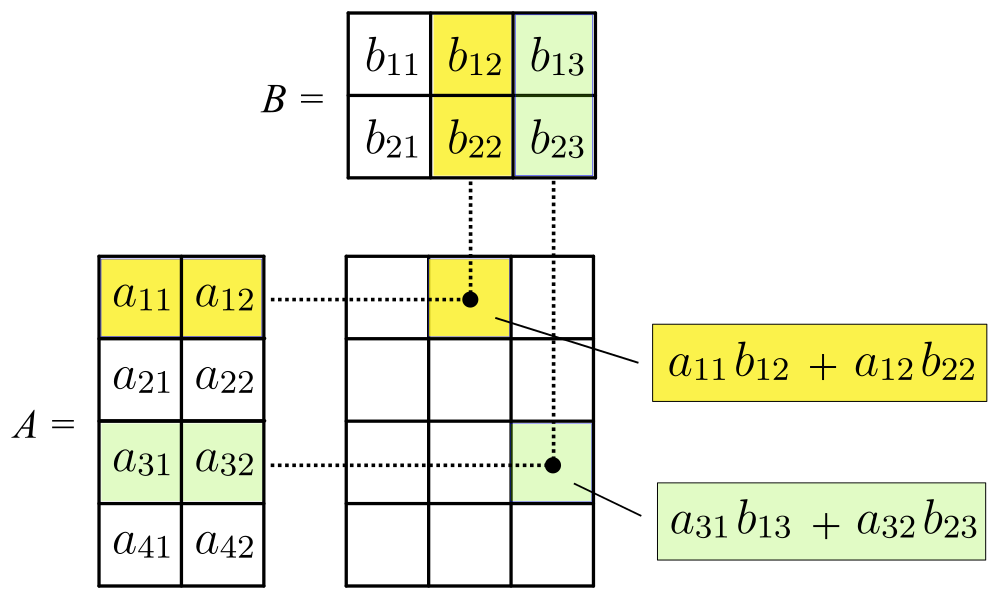
Schéma součinu dvou matic a.

| Operace          | Definice | Příklad |
| ---------------- | --- | --- |
| Součet           | Součet {\displaystyle {\boldsymbol {A}}+{\boldsymbol {B}}} dvou matic {\displaystyle {\boldsymbol {A}}} a {\displaystyle {\boldsymbol {A}}} typu {\displaystyle m\times n} je matice typu {\displaystyle m\times n}, přičemž sčítání probíhá po složkách: {\displaystyle ({\boldsymbol {A}}+{\boldsymbol {B}})_{ij}=a_{ij}+b_{ij}} pro {\displaystyle 1\leq i\leq m} a {\displaystyle 1\leq j\leq n}. | {\displaystyle {\begin{pmatrix}1&3&1\\1&0&0\end{pmatrix}}+{\begin{pmatrix}0&0&5\\7&5&0\end{pmatrix}}={\begin{pmatrix}1+0&3+0&1+5\\1+7&0+5&0+0\end{pmatrix}}={\begin{pmatrix}1&3&6\\8&5&0\end{pmatrix}}}       |
| Skalární násobek | {\displaystyle \alpha }-násobek matice {\displaystyle {\boldsymbol {A}}}, pro číslo {\displaystyle \alpha } (nazývané skalár) a matici {\displaystyle {\boldsymbol {A}}}, se spočítá vynásobením každého prvku matice {\displaystyle {\boldsymbol {A}}} číslem {\displaystyle \alpha }: {\displaystyle (\alpha {\boldsymbol {A}})_{ij}=\alpha a_{ij}}                                                 | {\displaystyle 2\cdot {\begin{pmatrix}1&8&-3\\4&-2&5\end{pmatrix}}={\begin{pmatrix}2\cdot 1&2\cdot 8&2\cdot (-3)\\2\cdot 4&2\cdot (-2)&2\cdot 5\end{pmatrix}}={\begin{pmatrix}2&16&-6\\8&-4&10\end{pmatrix}}} |
| Transpozice      | Transpozicí matice {\displaystyle {\boldsymbol {A}}} typu {\displaystyle m\times n} získáme transponovanou matici {\displaystyle {\boldsymbol {A}}^{\mathrm {T} }} typu {\displaystyle n\times m}, která vznikne záměnou řádků a sloupců: {\displaystyle ({\boldsymbol {A}}^{\mathrm {T} })_{ij}=a_{ji}}.                                                                                             | {\displaystyle {\begin{pmatrix}1&2&3\\0&-6&7\end{pmatrix}}^{\mathrm {T} }={\begin{pmatrix}1&0\\2&-6\\3&7\end{pmatrix}}}                                                                                       |

### Součin matic
Součin dvou matic je definován pouze pokud má levá matice stejný počet sloupců jako má pravá matice řádků. Pokud je {\displaystyle {\boldsymbol {A}}} matice typu {\displaystyle m\times n} a {\displaystyle {\boldsymbol {B}}} je matice typu {\displaystyle n\times p}, pak jejich součin {\displaystyle {\boldsymbol {A}}{\boldsymbol {B}}} je matice typu {\displaystyle m\times p}, jejíž prvky jsou standardním skalárním součinem příslušného řádku {\displaystyle {\boldsymbol {A}}} a příslušného sloupce {\displaystyle {\boldsymbol {B}}}
{\displaystyle ({\boldsymbol {AB}})_{ij}=a_{i1}b_{1j}+a_{i2}b_{2j}+\cdots +a_{in}b_{nj}=\sum _{k=1}^{n}a_{ik}b_{kj},}
kde {\displaystyle 1\leq i\leq m} a {\displaystyle 1\leq j\leq p}.
Například zvýrazněný prvek {\displaystyle \color {green}2340} součinu se spočítá jako {\displaystyle ({\color {red}2}\cdot {\color {blue}1000})+({\color {red}3}\cdot {\color {blue}100})+({\color {red}4}\cdot {\color {blue}10})={\color {green}2340}:}
{\displaystyle {\begin{aligned}{\begin{pmatrix}\color {red}2&\color {red}3&\color {red}4\\1&0&0\\\end{pmatrix}}{\begin{pmatrix}0&\color {blue}1000\\1&\color {blue}100\\0&\color {blue}10\\\end{pmatrix}}&={\begin{pmatrix}3&\color {green}2340\\0&1000\\\end{pmatrix}}.\end{aligned}}}
Maticový součin je asociativní, neboli splňuje rovnost {\displaystyle ({\boldsymbol {A}}{\boldsymbol {B}}){\boldsymbol {C}}={\boldsymbol {A}}({\boldsymbol {B}}{\boldsymbol {C}})}. Je také distributivní vůči součtu zleva i zprava, čili {\displaystyle ({\boldsymbol {A}}+{\boldsymbol {B}}){\boldsymbol {C}}={\boldsymbol {A}}{\boldsymbol {C}}+{\boldsymbol {B}}{\boldsymbol {C}})} a {\displaystyle {\boldsymbol {A}}({\boldsymbol {B}}+{\boldsymbol {C}})={\boldsymbol {A}}{\boldsymbol {B}}+{\boldsymbol {A}}{\boldsymbol {C}})}, pokud mají matice takové rozměry, aby součiny byly definovány.
Součin {\displaystyle {\boldsymbol {A}}{\boldsymbol {B}}} může být definován, aniž by měl smysl součin {\displaystyle {\boldsymbol {B}}{\boldsymbol {A}}}, a o v případě, pokud {\displaystyle {\boldsymbol {A}}} a {\displaystyle {\boldsymbol {B}}} jsou matice typu {\displaystyle m\times n} a {\displaystyle n\times p}, kde
{\displaystyle m\neq p}. I když jsou oba součiny definovány, nemusí být stejné, neboli existují příklady matic, pro něž platí
{\displaystyle {\boldsymbol {A}}{\boldsymbol {B}}\neq {\boldsymbol {B}}{\boldsymbol {A}}}
Maticový součin není komutativní, na rozdíl od součinu (racionálních, reálných, nebo komplexních) čísel. Příklad dvou matic, jejichž součin nekomutuje:
{\displaystyle {\begin{pmatrix}1&2\\3&4\\\end{pmatrix}}{\begin{pmatrix}0&1\\0&0\\\end{pmatrix}}={\begin{pmatrix}0&1\\0&3\\\end{pmatrix}},} zatímco
{\displaystyle {\begin{pmatrix}0&1\\0&0\\\end{pmatrix}}{\begin{pmatrix}1&2\\3&4\\\end{pmatrix}}={\begin{pmatrix}3&4\\0&0\\\end{pmatrix}}.}
Mimo obvyklý maticový součin existují ještě jiné operace s maticemi, které lze považovat za určitý druh součinu, jako například Hadamardův součin anebo Kroneckerův součin.

### Další operace s maticemi

#### Rovnost
- O dvou maticích {\displaystyle {\boldsymbol {A}}} a {\displaystyle {\boldsymbol {B}}} prohlásíme, že jsou si rovny, pokud jsou stejného typu (stejný počet řádků i sloupců) a každý prvek {\displaystyle a_{ij}} matice {\displaystyle {\boldsymbol {A}}} je roven odpovídajícímu prvku {\displaystyle b_{ij}} matice {\displaystyle {\boldsymbol {A}}}. Rovnost zapíšeme

{\displaystyle {\boldsymbol {A}}={\boldsymbol {B}}}

#### Rozdíl
- Rozdíl dvou matic {\displaystyle {\boldsymbol {A}}} a {\displaystyle {\boldsymbol {B}}} (stejného typu) je nová matice {\displaystyle {\boldsymbol {A}}}:

{\displaystyle {\boldsymbol {R}}={\boldsymbol {A}}-{\boldsymbol {B}}={\boldsymbol {A}}+(-1{\boldsymbol {B}})}
Prvky matice {\displaystyle {\boldsymbol {R}}} jsou pak určeny vztahem
{\displaystyle r_{ij}=a_{ij}-b_{ij}\,}

#### Lineární kombinace
- Obecně lze pro matice {\displaystyle {\boldsymbol {A}},{\boldsymbol {B}},...}, které jsou stejného typu, definovat lineární kombinaci matic

{\displaystyle {\boldsymbol {L}}=\lambda {\boldsymbol {A}}+\mu {\boldsymbol {B}}+...},
kde prvky matice {\displaystyle {\boldsymbol {L}}} určuje výraz
{\displaystyle l_{ij}=\lambda a_{ij}+\mu b_{ij}+...}

#### Mocnina
- Opakovaným součinem čtvercové matice {\displaystyle {\boldsymbol {A}}} se samou sebou lze vytvářet mocniny matic {\displaystyle {\boldsymbol {A}}^{k}}. Tyto mocniny lze poté využít při zápisu polynomu

{\displaystyle P({\boldsymbol {A}})=c_{0}\mathbf {I} +c_{1}{\boldsymbol {A}}+c_{2}{\boldsymbol {A}}^{2}+\dots +c_{n}{\boldsymbol {A}}^{n}}, kde {\displaystyle \mathbf {I} } je jednotková matice stejného typu jako {\displaystyle {\boldsymbol {A}}}.

### Řádkové operace
S maticemi lze provádět následující elementární řádkové operace:
- součet, neboli přičtení nějakého řádku k jinému,
- vynásobení řádku, resp. všech prvků v řádku, nenulovou konstantou.

Z těchto dvou operací lze odvodit i
- záměnu pořadí řádků,
- přičtení násobku řádku k jinému.

Zmíněné řádkové operace se používají v řadě situací včetně řešení soustav lineárních rovnic (neboť zachovávají množinu řešení) a výpočtu inverzní matice.
Podobným způsobem lze definovat i sloupcové operace.

### Podmatice
Podmatice se z matice získá odstraněním libovolně mnoha řádků anebo sloupců. Například odebrání třetího řádku a druhého sloupce z následující matice řádu {\displaystyle 3\times 4} dává podmatici řádu {\displaystyle 2\times 3}:
{\displaystyle {\boldsymbol {A}}={\begin{pmatrix}1&\color {red}{2}&3&4\\5&\color {red}{6}&7&8\\\color {red}{9}&\color {red}{10}&\color {red}{11}&\color {red}{12}\end{pmatrix}}\rightarrow {\begin{pmatrix}1&3&4\\5&7&8\end{pmatrix}}.}
Determinanty určitých podmatic se nazývají minory a kofaktory.
Hlavní podmatice je čtvercová podmatice získaná odstraněním určitých řádků a sloupců. Definice se liší od autora k autorovi. Podle některých autorů je hlavní podmatice taková podmatice, ve které se shodují indexy ponechaných řádků s indexy ponechaných sloupců. Jiní autoři považují za hlavní podmatice jen takové, ve kterých je ponecháno jen několik prvních řádků a odpovídajících sloupců. Uvedený typ podmatice bývá také nazýván vedoucí hlavní podmatice.

## Lineární zobrazení

Vektory reprezentované maticí typu odpovídají stranám jednotkového čtverce transformovaného do rovnoběžníku.

Podstatné vlastnosti matic a maticového součinu vynikají v kontextu lineárních zobrazení, nazývaných též lineární transformace. Reálná matice {\displaystyle {\boldsymbol {A}}} typu {\displaystyle m\times n}určuje lineární zobrazení {\displaystyle \mathbb {R} ^{n}} → {\displaystyle \mathbb {R} ^{m}} tím, že vektor {\displaystyle {\boldsymbol {x}}\in \mathbb {\mathbb {R} } ^{n}} zobrazí maticovým součinem na vektor {\displaystyle {\boldsymbol {Ax}}\in \mathbb {R} ^{m}.} Na druhou stranu, každé lineární zobrazení {\displaystyle f:\mathbb {R} ^{n}\to \mathbb {R} ^{m}} je určeno jednoznačně maticí {\displaystyle {\boldsymbol {A}}} typu {\displaystyle m\times n}. Konkrétně prvek {\displaystyle a_{ij}} je {\displaystyle i}-tou souřadnicí vektoru {\displaystyle f(\mathbf {e} _{j})}, kde {\displaystyle \mathbf {e} _{j}=(0,...,0,1,0,...,0)^{\mathsf {T}}} je jednotkový vektor s 1 na {\displaystyle j}-té pozici a nulami jinde. O matici {\displaystyle {\boldsymbol {A}}} se říká, že reprezentuje lineární zobrazení {\displaystyle f}, a {\displaystyle {\boldsymbol {A}}} se nazývá transformační matice zobrazení {\displaystyle f}.
Například na čtvercovou matici
{\displaystyle {\boldsymbol {A}}={\begin{pmatrix}a&c\\b&d\end{pmatrix}}}
lze pohlížet jako na zobrazení, které transformuje jednotkový čtverec na rovnoběžník s vrcholy v {\displaystyle (0,0)}, {\displaystyle (a,b)}, {\displaystyle (a+c,b+d)} a {\displaystyle (c,d)} . Rovnoběžník zobrazený vpravo se získá postupným součinem matice {\displaystyle {\boldsymbol {A}}} se sloupcovými vektory {\displaystyle {\begin{pmatrix}0\\0\end{pmatrix}}}, {\displaystyle {\begin{pmatrix}1\\0\end{pmatrix}}}, {\displaystyle {\begin{pmatrix}1\\1\end{pmatrix}}} a {\displaystyle {\begin{pmatrix}0\\1\end{pmatrix}}}. (Tyto vektory jsou vrcholy jednotkového čtverce.)
Následující tabulka předvádí několik matic {\displaystyle 2\times 2} s příslušnými lineárními zobrazeními v {\displaystyle \mathbb {R} ^{2}}. Obrazem modrého originálu jsou zelená mřížka a zelené obrazce. Počátek {\displaystyle (0,0)} je vyznačen černou tečkou.
| Vodorovné zkosení s faktorem {\displaystyle m} = 1,25     | Osová souměrnost podél svislé osy                       | Transformace zachovávající plochu s faktorem r = 3/2                             | Škálování faktorem 3/2                                                           | Otáčení o π /6 = 30° |
| {\displaystyle {\begin{pmatrix}1&1.25\\0&1\end{pmatrix}}} | {\displaystyle {\begin{pmatrix}-1&0\\0&1\end{pmatrix}}} | {\displaystyle {\begin{pmatrix}{\frac {3}{2}}&0\\0&{\frac {2}{3}}\end{pmatrix}}} | {\displaystyle {\begin{pmatrix}{\frac {3}{2}}&0\\0&{\frac {3}{2}}\end{pmatrix}}} | {\displaystyle {\begin{pmatrix}\cos \left({\frac {\pi }{6}}\right)&-\sin \left({\frac {\pi }{6}}\right)\\\sin \left({\frac {\pi }{6}}\right)&\cos \left({\frac {\pi }{6}}\right)\end{pmatrix}}} |
|                                                           |                                                         |                                                                                  |                                                                                  | |

Vzhledem k vzájemně jednoznačnému vztahu mezi maticemi a lineárními zobrazeními odpovídá maticový součin skládání zobrazení: Jestliže matice {\displaystyle {\boldsymbol {B}}} typu {\displaystyle k\times m} představuje lineární zobrazení {\displaystyle g:\mathbb {R} ^{m}\to \mathbb {R} ^{k}}, pak složení {\displaystyle g\circ f} je reprezentováno {\displaystyle {\boldsymbol {BA}}}, protože {\displaystyle (g\circ f)({\boldsymbol {x}})=g(f({\boldsymbol {x}}))=g({\boldsymbol {Ax}})={\boldsymbol {B}}({\boldsymbol {Ax}})=({\boldsymbol {BA}}){\boldsymbol {x}}}
Poslední rovnost vyplývá z asociativity maticového součinu.

## Vlastnosti a základní pojmy

Červeně je značena hlavní diagonála (d), žlutě vedlejší diagonála (v), zeleně horní sekundární diagonála (h) a fialově dolní sekundární diagonála (s).

### Diagonála matice
Prvky {\displaystyle a_{11},a_{22},a_{33},...,a_{nn}} čtvercové matice {\displaystyle {\boldsymbol {A}}} řádu {\displaystyle n} tvoří její hlavní diagonálu. Jinými slovy, hlavní diagonála obsahuje prvky {\displaystyle a_{ij}}, kde {\displaystyle i=j}.
Prvky {\displaystyle a_{1n},a_{2,n-1},a_{3,n-2},...,a_{n1}} pak leží na tzv. vedlejší diagonále,. Vedlejší diagonála je tvořena všemi prvky {\displaystyle a_{ij}}, kde {\displaystyle j=(n-i)+1}.
Pro prvky bezprostředně sousedící s hlavní diagonálou, se také používá termín sekundární diagonála, např. u blokových tridiagonálních matic. Horní sekundární diagonálu čtvercové matice {\displaystyle {\boldsymbol {A}}} řádu {\displaystyle n} tvoří prvky {\displaystyle a_{12},a_{23},...,a_{n-1,n}}  a dolní sekundární diagonálu tvoří prvky {\displaystyle a_{21},a_{32},...,a_{n,n-1}}.
Pokud se hovoří jen o diagonále matice, je tím obvykle myšlena hlavní diagonála.

### Hodnost matice
Hodnost matice se dá definovat jako počet lineárně nezávislých řádků (předpokládáme, že prvky matice jsou prvky nějakého tělesa). Platí, že počet lineárně nezávislých sloupců matice je stejný jako počet lineárně nezávislých řádků. Hodnost matice je též rovna dimenzi prostoru obrazů lineárního zobrazení reprezentovaného maticí {\displaystyle {\boldsymbol {A}}} .

### Algebraické vlastnosti prostorů matic
Obvykle se předpokládá, že prvky matice jsou z nějakého okruhu nebo tělesa. Označme jej {\displaystyle K} (obvykle {\displaystyle K=\mathbb {R} } nebo {\displaystyle \mathbb {C} }).
Množina všech čtvercových matic {\displaystyle n\times n} tvoří asociativní algebru, která se nazývá maticová algebra, značí se {\displaystyle M(n,K)}, {\displaystyle \mathrm {Mat} (n,K)}, nebo {\displaystyle M^{n,n}} apod. Pro {\displaystyle n>1} je nekomutativní a její centrum je izomorfní {\displaystyle K} (je tvořeno násobky jedničkové matice). Je jednoduchá, tj. nemá žádné netriviální oboustranné ideály. Navíc každá konečně rozměrná jednoduchá asociativní algebra (nad nějakým tělesem) je izomorfní maticové algebře. Každá volba báze {\displaystyle n}-dimenzionálního prostoru {\displaystyle V} nám dává izomorfizmus {\displaystyle \mathrm {Mat} (n)\simeq \mathrm {End} (V)}. Jediná ireducibilní reprezentace této asociativní algebry je její definující reprezentace na {\displaystyle V}.
Matice je invertovatelná, právě když její determinant je nenulový (toto má smysl, i kdyby byly prvky matice z obecného komutativního okruhu, a analogické tvrzení lze zformulovat i v kvaternionových maticích).
Množina všech regulárních (tj. invertovatelných) matic tvoří grupu, která se označuje {\displaystyle GL(n,K)}. Pro {\displaystyle K=\mathbb {C} ,\mathbb {R} } je reduktivní. Její jednoduchá podgrupa je grupa matic s jedničkovým determinantem {\displaystyle SL(n,K)}.

### Důvod dvojího značení
Matice se obvykle používají k zápisu lineárních zobrazení mezi vektorovými prostory. Předpokládejme, že matice {\displaystyle {\boldsymbol {A}}=(a_{\,\,j}^{i})} přiřadí vektoru {\displaystyle {\boldsymbol {v}}}, který má souřadnice (v nějaké bázi) {\displaystyle v^{j}} vektor, který má (v nějaké bázi cílového prostoru) souřadnice {\displaystyle w^{i}=\sum _{j}a_{\,\,j}^{i}v^{j}} (symbolicky {\displaystyle {\boldsymbol {Av}}={\boldsymbol {w}}}).
Užíváme-li matice k operaci s vektory v Euklidovském prostoru, nebo kdykoliv se příslušný skalární součin chová stejně jako v Euklidovském prostoru a předpokládáme, že jediné změny souřadnicových systémů, které uvažujeme, jsou rotace a zrcadlení, pak není potřeba rozlišovat polohu indexů a řádkové a sloupcové vektory lze mezi sebou libovolně zaměňovat. Jakmile se však skalární součin chová jinak (např. Diracova notace v kvantové mechanice), anebo uvažujeme i jiné transformace souřadnic než rotace a zrcadlení, pak se při přechodu do jiných souřadnic typicky jinak transformují vektory jako duální vektory. Sloupce matice se chovají jako vektory, kdežto řádky matice jako duální vektory, neboli lineární formy. Ve fyzice se pak obvykle souřadnice vektorů píšou nahoru a souřadnice duálních vektorů dolů.
Tento koncept lze matematicky formalizovat, pokud řekneme, že matice je prvek prostoru {\displaystyle \mathrm {End} (V,W)} zapsán v nějakých bázích {\displaystyle {v_{i}},{w_{j}}} prostorů {\displaystyle V,W}. Protože ale {\displaystyle \mathrm {End} (V,W)\simeq V^{*}\otimes W}, můžeme chápat matici jako tenzor typu (1,1)
a u tenzorů se píšou kovariantní složky dolů a kontravariantní nahoru. Pak se matice bude při přechodu k novým souřadnicím v prostorech V a W transformovat „správně“.
Matice ale nereprezentují jen lineární zobrazení mezi vektorovými prostory. Do matice se taky dá zapsat bilineární forma, která dvěma vektorům přiřadí číslo. Pak to odpovídá tenzoru typu (0,2) a při přechodu do jiných souřadnic se transformuje jako tenzor typu (0,2). V tomto případě bychom prvky matice značili ({\displaystyle a_{ij}}) (oba indexy dolů).
Pokud však matice reprezentuje něco jiného (třeba systém lineárních rovnic, na který se nemusíme dívat jako na maticovou rovnici a nepotřebujeme vědět, jak se transformuje při změně souřadnic), pak nemá smysl horní a dolní indexy rozlišovat.

## Čtvercové matice
Čtvercová matice je matice se stejným počtem řádků a sloupců. Matice typu {\displaystyle n\times n} se stručně nazývají matice řádu {\displaystyle n}.
- Matici, která má nenulové prvky pouze na hlavní diagonále, tzn. {\displaystyle a_{ij}=0} pro {\displaystyle i\neq j}, nazýváme diagonální maticí. Prvky diagonální matice {\displaystyle {\boldsymbol {D}}} lze vyjádřit pomocí Kroneckerova symbolu {\displaystyle d_{ij}=\lambda _{i}\delta _{ij}\,}, kde {\displaystyle \lambda _{i}=d_{ii}\,} jsou diagonální prvky matice. Pokud pro všechny diagonální prvky {\displaystyle \lambda _{i}} diagonální matice platí {\displaystyle \lambda _{i}=1\,}, jedná se o jednotkovou matici {\displaystyle \mathbf {I} }, pro jejíž prvky platí {\displaystyle e_{ij}=\delta _{ij}}
- Matici, která má všechny prvky pod hlavní diagonálou nulové, označujeme jako horní trojúhelníkovou matici. Taková matice má tvar

{\displaystyle {\begin{pmatrix}a_{11}&a_{12}&\cdots &a_{1n}\\0&a_{22}&\cdots &a_{2n}\\\vdots &\ddots &\ddots &\vdots \\0&\cdots &0&a_{nn}\end{pmatrix}}}
- Podobně označujeme jako dolní trojúhelníkovou matici takovou matici, která má všechny prvky nad diagonálou nulové.
- Pokud je transponovaná matice shodná s původní maticí, tzn. {\displaystyle {\boldsymbol {A}}^{\mathrm {T} }={\boldsymbol {A}}}, pak matici {\displaystyle {\boldsymbol {A}}} označujeme jako symetrickou. Pro prvky symetrické matice platí:

{\displaystyle a_{ij}=a_{ji}\,}
- Matici {\displaystyle {\boldsymbol {A}}} označujeme jako antisymetrickou, platí-li pro všechny prvky této matice vztah:

{\displaystyle a_{ij}=-a_{ji}\,}
- Matice {\displaystyle {\boldsymbol {B}}} je inverzní maticí k čtvercové matici {\displaystyle {\boldsymbol {A}}}, pokud platí

{\displaystyle {\boldsymbol {A}}{\boldsymbol {B}}={\boldsymbol {B}}{\boldsymbol {A}}=\mathbf {I} }, kde {\displaystyle \mathbf {I} } je jednotková matice (stejného typu jako {\displaystyle {\boldsymbol {A}}}). Matice {\displaystyle {\boldsymbol {B}}} je pak také stejného řádu jako {\displaystyle {\boldsymbol {A}}}.
- Matici {\displaystyle {\boldsymbol {A}}}, ke které existuje inverzní matice, označujeme jako regulární matici. Není-li matice regulární, pak ji označujeme jako singulární.
- Adjungovaná matice k matici {\displaystyle {\boldsymbol {A}}} je transponovaná matice algebraických doplňků matice {\displaystyle {\boldsymbol {A}}}.

Lineární zobrazení na dané maticí. Determinant této matice je −1, protože plocha zeleného rovnoběžníku vpravo je 1, ale zobrazení obrací orientaci, protože otočí levotočivé pořadí vektorů na pravotočivé.

### Determinant
Determinant čtvercové matice {\displaystyle {\boldsymbol {A}}}, označovaný {\displaystyle \det {\boldsymbol {A}}} nebo {\displaystyle |{\boldsymbol {A}}|}, je číslo kódující určité vlastnosti matice. Matice je regulární, právě když je její determinant nenulový. Absolutní hodnota determinantu je rovna ploše (v {\displaystyle \mathbb {R} ^{2}}) případně objemu (v {\displaystyle \mathbb {R} ^{3}} ) obrazu jednotkového čtverce (resp. krychle), přičemž jeho znaménko odpovídá orientaci příslušného lineárního zobrazení. Determinant je kladný, právě když je orientace zachována.
Determinant matic řádu dva je dán vztahem
{\displaystyle \det {\begin{pmatrix}a&b\\c&d\end{pmatrix}}=ad-bc.}
Determinant matic řádu tři má 6 členů (Sarrusovo pravidlo). Leibnitzův vzorec {\displaystyle \det {\boldsymbol {A}}=\sum _{\tau \in S_{n}}\operatorname {sgn}(\tau )\prod _{i=1}^{n}a_{i,\,\tau (i)}} zobecňuje tyto dva vzorce na všechny dimenze.
Determinant součinu čtvercových matic je roven součinu jejich determinantů:
{\displaystyle \det({\boldsymbol {AB}})=\det {\boldsymbol {A}}\cdot \det {\boldsymbol {B}}}
Přičtení násobku libovolného řádku do jiného řádku nebo násobku libovolného sloupce do jiného sloupce nezmění determinant. Záměna dvou řádků nebo dvou sloupců změní znaménko determinantu na opačné. Pomocí těchto operací lze libovolnou matici převést na dolní (nebo na horní) trojúhelníkovou matici. Determinant těchto matice je pak součin prvků na hlavní diagonále. Uvedený postup lze použít pro výpočet determinantu jakékoli matice. Konečně, Laplaceův rozvoj vyjadřuje determinant pomocí minorů, což jsou determinanty podmatic. Toto rozšíření lze použít pro rekurentní definici determinantu (za výchozí případ vezmeme determinant matice {\displaystyle 1\times 1}, který je jejím jediným prvkem, nebo dokonce determinant matice {\displaystyle 0\times 0}, což je 1), což lze považovat za ekvivalentní Leibnizově vzorci. Determinanty mohou být použity k řešení soustav lineárních rovnic pomocí Cramerova pravidla, podle nějž jsou hodnoty neznámých rovny podílům determinantů.

### Vlastní čísla a vlastní vektory
Číslo {\displaystyle \lambda } a nenulový vektor {\displaystyle {\boldsymbol {v}}} vyhovující rovnici
{\displaystyle {\boldsymbol {A}}{\boldsymbol {v}}=\lambda {\boldsymbol {v}}}
jsou nazývány vlastním číslem (hodnotou) a vlastním vektorem {\displaystyle {\boldsymbol {A}}}.  Číslo λ je vlastním číslem matice {\displaystyle {\boldsymbol {A}}} řádu {\displaystyle n}, právě když {\displaystyle {\boldsymbol {A}}-\lambda \mathbf {I} _{n}} je singulární, což je ekvivalentní podmínce
{\displaystyle \det({\boldsymbol {A}}-\lambda \mathbf {I} _{n})=0.}
Polynom {\displaystyle p_{\boldsymbol {A}}}v neznámé {\displaystyle x} odpovídající determinantu {\displaystyle \det(x\mathbf {I} _{n}-{\boldsymbol {A}})} se nazývá charakteristický polynom matice {\displaystyle {\boldsymbol {A}}}. Jde o monický polynom stupně {\displaystyle n}, a proto rovnice {\displaystyle p_{\boldsymbol {A}}(\lambda )=0} má nejvýše {\displaystyle n} různých řešení, což jsou právě všechna vlastních čísla matice {\displaystyle {\boldsymbol {A}}}. Ta mohou být komplexní, a to i pro některé reálné matice. Podle Cayley-Hamiltonovy věty platí {\displaystyle p_{\boldsymbol {A}}({\boldsymbol {A}})=\mathbf {0} }. Jinými slovy, dosadíme-li samotnou matici do svého vlastního charakteristického polynomu, dostaneme za výsledek nulovou matici.

### Reálné a komplexní matice
| Přehled některých druhů matic    |                                  |                                                                           |
| Nad {\displaystyle \mathbb {C} } | Nad {\displaystyle \mathbb {R} } | vlastnost                                                                 |
| hermitovská                      | symetrická                       | {\displaystyle {\boldsymbol {A}}^{\mathrm {H/T} }={\boldsymbol {A}}}      |
| unitární                         | ortogonální                      | {\displaystyle {\boldsymbol {A}}^{\mathrm {H/T} }={\boldsymbol {A}}^{-1}} |
| regulární (invertibilní)         | regulární (invertibilní)         | {\displaystyle \det {\boldsymbol {A}}\neq 0}                              |

- Pokud každý prvek {\displaystyle a_{ij}} komplexní matice {\displaystyle {\boldsymbol {A}}} nahradíme prvkem k němu komplexně sdruženým {\displaystyle {\overline {a_{ij}}}}, pak získáme matici {\displaystyle {\overline {\boldsymbol {A}}}}, kterou označujeme jako komplexně sdruženou matici. Reálné matice se shodují se svými komplexně sdruženými maticemi {\displaystyle {\bar {\boldsymbol {A}}}={\boldsymbol {A}}}.
- Provedeme-li na matici {\displaystyle \mathbf {A} } transpozici a komplexní sdružení, získáme matici hermitovsky sdruženou (někdy též psáno „hermiteovsky“, podle Charlese Hermita). Hermitovsky sdruženou matici značí různí autoři různě, zpravidla některým z následujících způsobů

{\displaystyle {\boldsymbol {A}}^{\mathrm {H} }={\overline {\boldsymbol {A}}}^{\mathrm {T} }={\boldsymbol {A}}^{*}={\boldsymbol {A}}^{+}}
(poslední z možných zápisů se může snadno plést s tzv. Mooreovou–Penroseovou pseudoinverzní maticí)
- Pokud je hermitovsky sdružená matice rovna původní matici, tzn. {\displaystyle {\boldsymbol {A}}^{\mathrm {H} }={\boldsymbol {A}}}, říkáme, že matice {\displaystyle {\boldsymbol {A}}} je hermitovská (též samosdružená nebo samoadjungovaná). Každá hermitovská matice má všechna vlastní čísla reálná (důkaz indukcí s využitím základní věty algebry a Gram-Schmidtovy ortogonalizace).
- Symetrická reálná matice {\displaystyle {\boldsymbol {A}}} řádu {\displaystyle n} se nazývá:
  - pozitivně semidefinitní, pokud pro všechny vektory {\displaystyle {\boldsymbol {x}}\in \mathbb {R} ^{n}}platí {\displaystyle {\boldsymbol {x}}^{\mathsf {T}}{\boldsymbol {Ax}}\geq 0};
  - pozitivně definitní, pokud pro všechny vektory {\displaystyle {\boldsymbol {x}}\in \mathbb {R} ^{n}} různé od {\displaystyle {\boldsymbol {0}}} platí {\displaystyle {\boldsymbol {x}}^{\mathsf {T}}{\boldsymbol {Ax}}>0};
  - negativně (semi)definitní, pokud v předchozích definicích použijeme obrácené nerovnosti, tj. {\displaystyle \leq } a {\displaystyle <}
  - indefinitní v ostatních případech, neboli existují {\displaystyle {\boldsymbol {x,y}}\in \mathbb {R} ^{n}} taková, že {\displaystyle {\boldsymbol {x}}^{\mathsf {T}}{\boldsymbol {Ax}}>0} a zároveň {\displaystyle {\boldsymbol {y}}^{\mathsf {T}}{\boldsymbol {Ay}}<0}.

Uvedené vlastnosti jsou definovány i pro komplexní hermitovské matice; jen je třeba vzít v potaz všechny komplexní vektory a v součinu nahradit obyčejnou transpozici {\displaystyle {\boldsymbol {x}}^{\mathsf {T}}} za hermitovskou transpozici {\displaystyle {\boldsymbol {x}}^{\mathsf {H}}}.
- Matici {\displaystyle {\boldsymbol {A}}} označujeme jako unitární, jestliže inverzní matice {\displaystyle {\boldsymbol {A}}^{-1}} je rovna matici hermitovsky sdružené {\displaystyle {\boldsymbol {A}}^{\mathrm {H} }}, tzn.

{\displaystyle {\boldsymbol {A}}^{-1}={\boldsymbol {A}}^{\mathrm {H} }}

## Použití

### Matice jako zápis lineárního zobrazení
Matice představují nejjednodušší nástroj, jak popsat v souřadnicích lineární zobrazení z prostorů V do prostoru W, pokud máme na prostoru V zvolenou bázi {\displaystyle {v_{j}}} a na prostoru W bázi {\displaystyle {w_{j}}}. Matice zobrazení vytvoříme tak, že její i-tý sloupec bude zápis souřadnic obrazu vektoru {\displaystyle v_{i}} zapsaného v bázi {\displaystyle w_{j}}.

### Matice přechodu
Matice jsou užitečný nástroj na spočtení souřadnic vektoru v nějaké bázi, pokud známe jeho souřadnice v jiné bázi. Pokud {\displaystyle \{b_{1},\ldots ,b_{n}\}} a {\displaystyle \{c_{1},\ldots ,c_{n}\}} jsou dvě báze, pro které platí {\displaystyle c_{j}=\sum _{i=1}^{n}b_{i}a_{\,\,j}^{i},}, neboli
{\displaystyle (c_{1},\ldots ,c_{n})=(b_{1},\ldots ,b_{n}){\boldsymbol {A}},}
pak matice {\displaystyle {\boldsymbol {A}}=(a_{\,\,j}^{i})} se nazývá matice přechodu od báze {\displaystyle \{b_{i}\}_{i}} k bázi {\displaystyle \{c_{i}\}_{i}}. Pro souřadnice pak platí
{\displaystyle {\boldsymbol {A}}^{-1}\left({\begin{array}{c}x_{1}\\\vdots \\x_{n}\end{array}}\right)_{\{b_{i}\}_{i}}=\left({\begin{array}{c}y_{1}\\\vdots \\y_{n}\end{array}}\right)_{\{c_{i}\}_{i}},}
kde {\displaystyle x_{i}} jsou souřadnice libovolného vektoru v bázi {\displaystyle \{b_{i}\}_{i}} a {\displaystyle y_{i}} jsou jeho souřadnice v bázi {\displaystyle \{c_{i}\}_{i}} a {\displaystyle {\boldsymbol {A}}^{-1}} je inverzní matice k matici {\displaystyle {\boldsymbol {A}}}.
Duální báze k {\displaystyle \{b_{i}\}} a {\displaystyle \{c_{i}\}} (pokud je píšeme do sloupců) se transformují stejně jako souřadnice a souřadnice duálních vektorů v duálních bázích (pokud je píšeme do řádků) stejně jako původní bázové vektory.

### Matice jako zápis bilineární formy
Matice představují jednoduchý nástroj, jak popsat v souřadnicích bilineární zobrazení (například skalární součin) {\displaystyle V\times V\to K} (obvykle {\displaystyle K=\mathbb {R} } nebo {\displaystyle \mathbb {C} }), pokud máme na prostoru {\displaystyle V} zvolenou bázi {\displaystyle {v_{j}}} a na prostoru {\displaystyle W} bázi {\displaystyle {w_{j}}}. Matice zobrazení {\displaystyle {\boldsymbol {A}}} vytvoříme tak, že
{\displaystyle a_{ij}:=(v_{i},w_{j})}, kde (.) je příslušná bilineární forma.
Pak v souřadnicích platí {\displaystyle (\{x_{i}\},\{y_{j}\})=\{x_{i}\}^{\mathrm {T} }{\boldsymbol {A}}\{y_{j}\}}.

### Soustavy lineárních rovnic
Soustava {\displaystyle m} rovnic o {\displaystyle n} neznámých {\displaystyle \sum _{j=1}^{n}a_{ij}x_{j}=b_{i}} se dá zapsat elegantně v maticovém tvaru {\displaystyle {\boldsymbol {Ax}}={\boldsymbol {b}},}kde{\displaystyle {\boldsymbol {A}}={\begin{pmatrix}a_{11}&a_{12}&\dots &a_{1n}\\a_{21}&a_{22}&\dots &a_{2n}\\\vdots &\vdots &\ddots &\vdots \\a_{m1}&a_{m1}&\dots &a_{mn}\end{pmatrix}}\quad {\boldsymbol {b}}={\begin{pmatrix}b_{1}\\b_{2}\\\vdots \\b_{m}\end{pmatrix}},\quad {\boldsymbol {x}}={\begin{pmatrix}x_{1}\\x_{2}\\\vdots \\x_{n}\end{pmatrix}}}jsou matice soustavy, vektor pravých stran a vektor neznámých. Často při řešení rovnic stačí pracovat s maticí soustavy a vektorem pravých stran, které se pro potřeby výpočtu spojují do rozšířené matice soustavy (viz Gaussova eliminace).

### Zkoumání lineární nezávislosti vektorů
Je-li dána množina vektorů ze stejného vektorového prostoru v souřadnicích, je možné tyto vektory (resp. jejich souřadnicové vyjádření) zapsat pod sebe jako řádky matice. Lineární obal řádků matice se nezmění, pokud budu se s maticí provádí následující úpravy:
- Výměna dvou řádků
- Vynásobení řádku nenulovým číslem
- Přičtení násobku nějakého řádku k jinému řádku

Pokud se podaří postupnou aplikací těchto úprav vytvořit v matici nulový řádek, původní vektory jsou lineárně závislé (viz též Gaussova eliminace). Pokud se podaří matici upravit do odstupňovaného tvaru aniž by vznikl nulový řádek, jsou původní vektory lineárně nezávislé. Viz též hodnost matice.

### Řešení obyčejných diferenciálních rovnic
Obyčejná homogenní diferenciální rovnice s konstantními koeficienty, anebo systém rovnic s konstantními koeficienty, se dá zapsat v maticovém tvaru {\displaystyle {\dot {x}}={\boldsymbol {A}}x,}kde {\displaystyle x=x(t)} je sloupcový vektor neznámých a {\displaystyle {\boldsymbol {A}}} je čtvercová matice. Řešení je pak vektorový prostor generovaný sloupci matice dané maticovou funkcí {\displaystyle \exp({\boldsymbol {A}}t)}.

## Historie
Matice byly odedávna používány pro řešení soustav lineárních rovnic, ale až do 19. století byly obvykle nazývány pole. Jedním z prvních textů využívajících koncept pole (včetně detrminantů) je Devět kapitol o matematickém umění napsaný v Číně v 10.–2. století před naším letopočtem. V Evropě představil tuto metodu italský matematik Gerolamo Cardano v roce 1545 a to ve svém díle Ars Magna.  Japonský matematik Seki použil stejné metody pole k řešení soustavy rovnic v roce 1683. Nizozemský matematik Jan de Witt reprezentoval transformace pomocí polí ve své knize Elements of Curves z roku 1659.  V letech 1700 až 1710 propagoval Gottfried Wilhelm Leibniz použití polí pro záznam informací nebo řešení. Mimo jiné experimentoval s více než 50 různými systémy polí.  Cramerovo pravidlo bylo poprvé předvedeno v roce 1750.
Termín „matice“ (latinsky matrix - „lůno“, „zdroj“, „původ“, „seznam“, „registr“, odvozeno od mater - matky) zavedl v roce 1850 James Joseph Sylvester, který považoval matici za objekt, z něhož pochází několik determinantů, dnes nazývaných minory. To jsou determinanty menších matic, vzniklých z původní matice odstraněním sloupců a řádků. V dokumentu z roku 1851 Sylvester vysvětluje:
| „                                                                        | V předchozích článcích jsem definoval "Matrix" jako pravoúhlé pole členů, z nichž mohou vznikat různé systémy determinantů jako z lůna rodiče. | “ |
| — The Collected Mathematical Papers of James Joseph Sylvester: 1837–1853 | |   |

V polovině 19. století publikoval Arthur Cayley pojednání o geometrických transformacích pomocí matic, které nebyly jen přeuspořádanými množinami koeficientů, jak tomu bylo dříve. Místo toho definoval operace jako sčítání, odčítání, násobení a dělení jako transformace těchto matic a ukázal, že jsou asociativní a distributivní. Cayley zkoumal a demonstroval nekomutativitu součinu matic i komutativitu součtu.  Do té doby se maticová teorie omezovala použití polí téměř výhradně na determinanty, a proto byly abstraktní maticové operace Arthura Cayleyho doslova revoluční, zejména proto, že Cayleyův koncept matic byl nezávislý na soustavách rovnic. V roce 1858 Cayley publikoval své A memoir on the theory of matrices , ve kterých představil Cayley-Hamiltonovu větu.
Anglický matematik Cuthbert Edmund Cullis byl první, kdo v roce 1913 zavedl pro matice moderní závorkovou notaci. Současně předvedl první významné použití notace {\displaystyle {\boldsymbol {A}}=(a_{ij})} k reprezentaci matice, kde {\displaystyle a_{ij}} odkazuje na {\displaystyle i}-tý řádek a {\displaystyle j}-tý sloupec. 
Moderní studia determinantů vycházela z několika zdrojů. Číselně-teoretické problémy přivedly Gausse ke vztahům mezi koeficienty kvadratických forem, to jsou výrazy jako {\displaystyle x^{2}+2xy-y^{2}}, lineárními zobrazeními ve třech rozměrech a maticemi. Tyto pojmy dále rozvinul Eisenstein, včetně poznámky, že součin matic není komutativní. První obecná tvrzení o determinantech dokázal Cauchy, přičemž determinant matice {\displaystyle {\boldsymbol {A}}=a_{ij}} definoval následovně:
V polynomu {\displaystyle a_{1}a_{2}\cdots a_{n}\prod _{i<j}(a_{j}-a_{i})\;}, kde {\displaystyle \prod } označuje součin uvedených členů, nahraďte mocniny {\displaystyle a_{j}^{k}} za {\displaystyle a_{jk}}.
V roce 1829 Cauchy ukázal, že vlastní čísla symetrických matic jsou reálná.
Jacobi se zaměřil na determinant související s funkcemi více proměnných. Tento determinant, později Sylvesterem nazvaný Jacobiho determinant, může být použit k popisu geometrických transformací na lokální (nebo i infinitezimální) úrovni. První axiomatický popis determinantů podali současně v roce 1903 Kronecker a Weierstrass ve svých článcích Vorlesungen über die Theorie der Determinanten a Zur Determinantentheorie. Do té doby byly determinanty definovány jen pomocí konkrétnějších přístupů, jako je například výše uvedený Cauchyho vzorec.
Mnohé věty se nejprve zabývaly pouze malými maticemi. Například Cayley-Hamiltonova věta byla ve zmíněné Cayleyho monografii dokázána jen pro matice {\displaystyle 2\times 2} a Hamilton ji pak rozšířil i na matice {\displaystyle 4\times 4}. Teprve Frobenius, pracující na bilineárních formách, zobecnil v roce 1898 tuto větu na všechny rozměry. Gaussova–Jordanova eliminace, zobecňující speciální případ nyní nazývaný Gaussova eliminace, byla popsána Wilhelmem Jordanem až na konci 19. století.
Matice získaly ústřední roli v lineární algebře na počátku 20. století , částečně díky jejich použití v klasifikaci hyperkomplexních číselných soustav z předchozího století.
Maticová mechanika zavedená Heisenbergem, Bornem a Jordanem vedla ke studiu matic s nekonečně mnoha řádky a sloupci. Von Neumannův pozdější matematický popis kvantové mechaniky přispěl k dalšímu rozvoji souvisejících pojmů z funkcionální analýzy, jako jsou například lineární operátory na Hilbertových prostorech. Ty, velmi zhruba řečeno, odpovídají euklidovskému prostoru, ale s nekonečnem nezávislých směrů.

### Další historická použití slova „matice“ v matematice
Termín matice byl použit neobvyklým způsobem v následujících případech:
Bertrand Russell a Alfred North Whitehead použili v díle Principia Mathematica (1910–1913) slovo „matice“ v kontextu svého axiomu redukovatelnosti. Tento axiom zavedli coby prostředek k postupné redukci jakékoli funkce na funkci nižšího typu, takže "naspod" (řád 0) je funkce identická se svým rozšířením:
| „                                    | Zaveďme název matice pro jakoukoli funkci, bez ohledu na počet proměnných, která neobsahuje žádné zjevné proměnné. Potom se jakákoli možná funkce jiná než matice odvozuje z matice pomocí zobecnění, to znamená zvážením tvrzení, že zkoumaná funkce je pravdivá pro všechny možné hodnoty nebo s nějakou hodnotou jednoho z argumentů, druhého argumentu nebo zbývajících neznámých argumentů. | “ |
| — Principia Mathematica to *56, 1913 | |   |

Například funkce {\displaystyle \Phi (x,y)} dvou proměnných {\displaystyle x} a {\displaystyle y} může být redukována na soubor funkcí jediné proměnné {\displaystyle y} tím, že „uvážíme“ funkci pro všechny možné hodnoty „jednotlivých" {\displaystyle a_{i}} dosazených za proměnnou {\displaystyle x}. Získaný soubor funkcí jediné proměnné {\displaystyle y}, tedy {\displaystyle \forall a_{i}:\Phi (a_{i},y)}, pak lze redukovat na „matici“ hodnot „uvážením“ funkce pro všechny možné hodnoty „jednotlivých“ {\displaystyle b_{i}} nahrazených místo proměnné {\displaystyle y}:
{\displaystyle \forall b_{j}\forall a_{i}:\Phi (a_{i},b_{j})}.
Alfred Tarski ve svém Úvodu do logiky z roku 1946 použil slovo „matice“ jako synonymum pro pravdivostní tabulku používanou v matematické logice. 

### Další použití
V matematice a fyzice:
- Jacobiho matice
- Hessova matice
- Wronského matice
- incidenční matice grafu

Ve statistice:
- Matice dat (zcela obecná tabulka popisující závislost jedné veličiny na druhé)
- Korelační matice
- Stochastická matice
- kontingenční tabulky

V kvantové mechanice:
- Zápis operátorů do matic
- Matice hustoty (popis smíšeného stavu systému)
- Pauliho matice

V populační biologii:
- Leslieho model